# Інсізваїт
Інсізваїт (англ. Insizwaite) — мінерал групи піриту.

## Загальний опис
Хімічна формула: Pt(Bi, Sb)2. Колір сірий. Блиск металічний. Густина 12,6. Твердість 5.
Утворює зерна в інших мінералах.
Зустрічається в гідротермальних жилах, що перетинають масивні пірротинові руди (Інсізва, ПАР) і в Cu-Ni сульфідних рудах. Асоціює з пентландитом, кубанітом, геситом, алтаїтом, аргентопентландитом, халькопіритом.
Знахідки: мідно-нікелеве родовище Insizwa Бушвельд. Південноафриканська республіка. Також — Карелія.